# Impost sobre el valor afegit

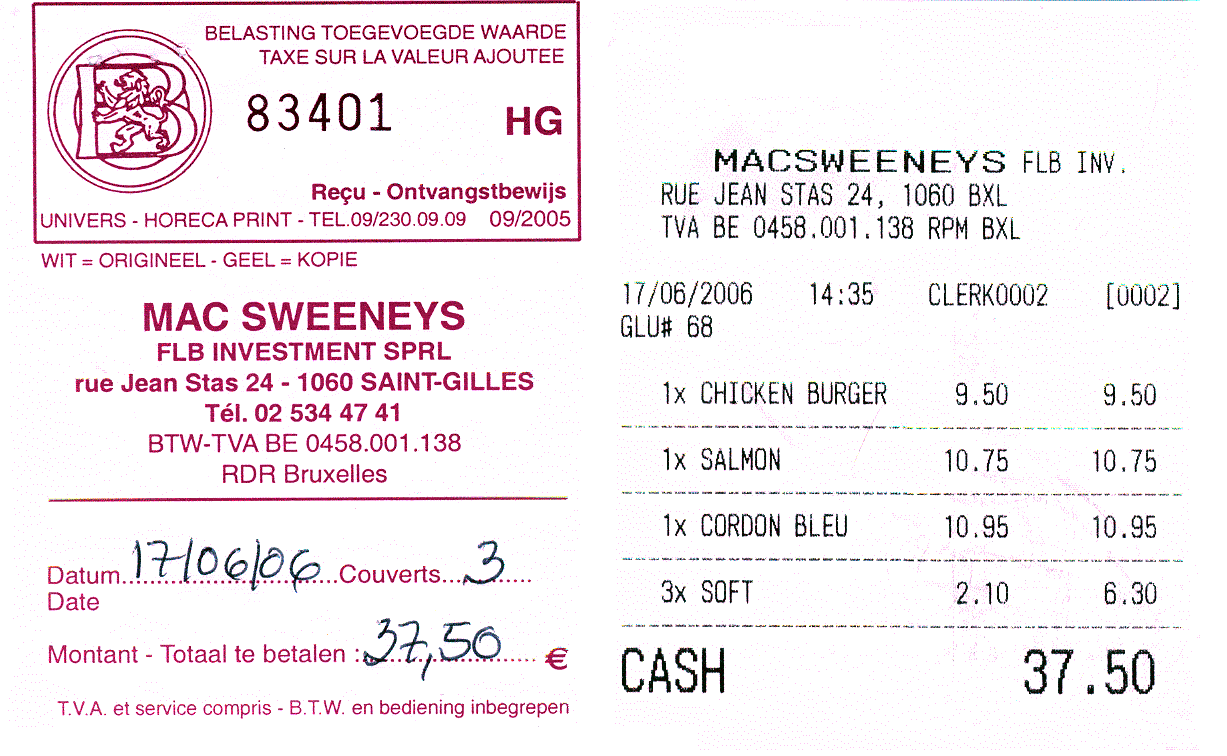
Una factura belga amb IVA.

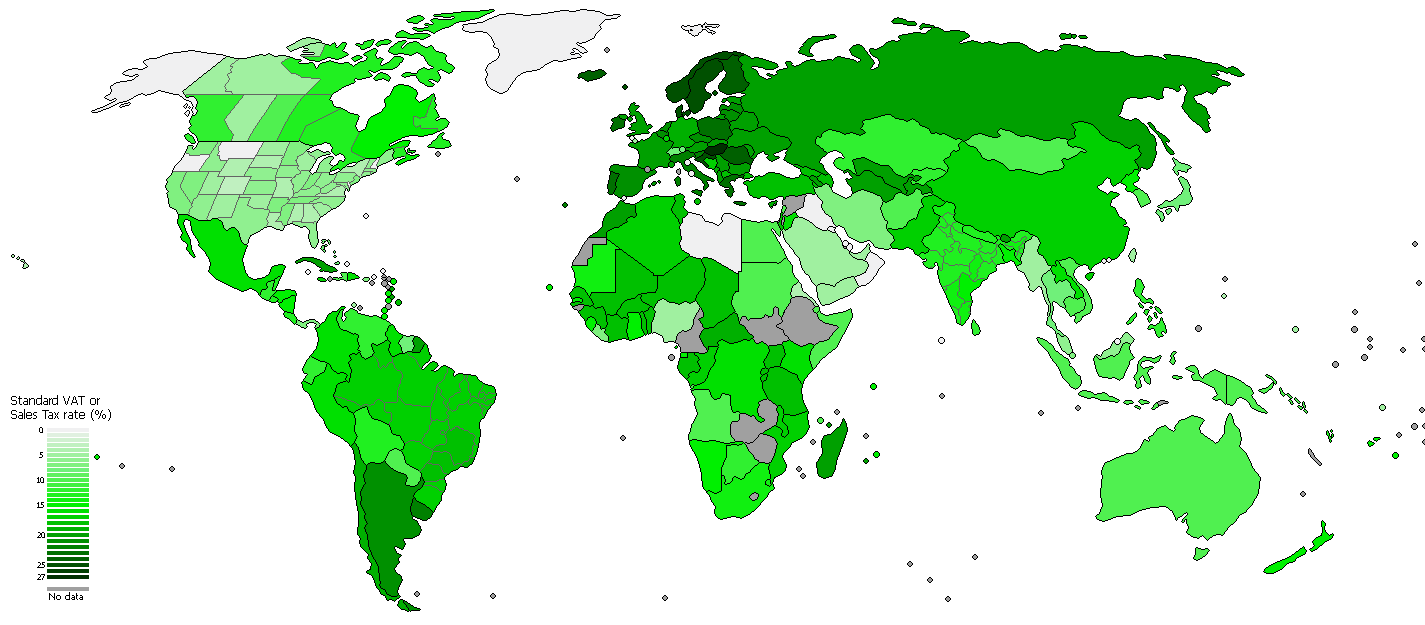
L'IVA (o impost equivalent) als diferents països del món

L'impost sobre el valor afegit (o IVA) és un impost indirecte que grava el consum que afecta tant el territori espanyol, com el francès o l'italià. Els contribuents són els empresaris o professionals, però la càrrega econòmica de l'impost recau sobre el consumidor final. Aquesta diferència entre l'objecte de l'impost (el consum) i el fet que el contribuent siguin els empresaris se salva mitjançant els mecanismes de la repercussió i deducció de l'IVA suportat.
L'IVA existeix en tot cas a la majoria de països del món (116 països el 2020), hi pot canviar la denominació (Impost sobre béns i serveis o Impost general indirecte en són exemples) o les especificitats del funcionament i l'objecte tributari. Així, mentre a Espanya, França i Itàlia la denominació, funcionament i objecte tributari són iguals, a Andorra s'anomena Impost general indirecte (IGI).

## Característiques generals
El seu nom prové del fet de recaure sobre el valor afegit, que és aquell valor incorporat per cada empresa o professional en el procés de producció i venda.
- És un impost general, car s'exigeix igualment sobre totes les dades del procés productiu (cadena de valor). Grava cada etapa de les transferències o lliuraments de bens i les prestacions de serveis, importacions, definitives, exportacions de béns i serveis i qualsevol fet econòmic que no estigui expressament definit com a "no subjecte" a l'impost.
- És un impost indirecte, puix no depèn de les característiques personals dels contribuents ni impacta en la seva renda. S'aplica sobre el bé o prestació de servei intercanviats entre venedor i comprador.
- És instantani, en néixer l'obligació tributària tan bon punt s'efectua el fet imposable (pagament a bestreta, pagament per anticipat, lliurament de mercaderia, prestació de servei, etc.)
- És un impost real, atenent que la definició resulta independent dels subjectes específics i de la capacitat de pagament del tribut, tot gravant la riquesa (increment de valor) de mode genèric i impersonal.
- És proporcional, perquè el tipus de gravamen és invariant respecte a la renda o ingressos dels contribuents. El tribut se centra en la base imposable.
- És un impost objectiu, en prescindir de les circumstàncies personals dels contribuents, tot focalitzant-se en el fet (material, servei) del qual se'n deriva l'obtenció de la renda.
- És un impost de responsabilitat desglossada, en tant que hi ha un subjecte passiu econòmic i un subjecte passiu jurídic. El primer es qui suporta el pagament efectiu del tribut i el segon és l'obligat tributari que ha de recaptar i pagar l'impost a la Hisenda Pública que actua sobre el TAI (Territori d'aplicació de l'impost)
- És un impost regressiu, en disminuir el seu efecte en l'economia i capacitat de pagament de mode invers a la capacitat d'ingrés del contribuent. Minva el seu impacte efectiu sobre les rendes més altes.

L'IVA grava les següents operacions:
- els lliuraments de béns i prestacions de serveis efectuades per empresaris i professionals realitzats al Territori d'Aplicació de l'Impost (TAI), que inclou tot el territori de l'Estat Espanyol exceptuant les Illes Canàries, Ceuta i Melilla
- les adquisicions intracomunitàries (és a dir, les importacions des d'un país de la Unió Europea cap a un altre país comunitari, en contraposició amb les importacions des de països extracomunitaris)
- les importacions de béns.

Per al subjecte passiu de l'IVA, que és tot aquell que realitza operacions subjectes a IVA (com per exemple un empresari que ven productes o un arrendatari d'una plaça d'aparcament), aquest tribut és neutral, ja que no suposa ni un ingrés ni una despesa: el transfereix al consumidor final i, alhora, al subjecte passiu li és transferit l'IVA corresponent a les seves adquisicions a proveïdors. En aquest darrer cas, el subjecte passiu té dret a deduccions en les seves declaracions-liquidacions a Hisenda.
La declaració del tribut és periòdica. En cada liquidació es declara l'IVA transferit als clients, restant d'aquest el suportat en les compres i adquisicions als proveïdors, i el resultat pot ser tant positiu com negatiu:
- Si el resultat és positiu, s'ha d'ingressar en el Tresor.
- Si és negatiu i es declara trimestralment, el resultat es compensa en les declaracions-liquidacions següents; en aquest cas, si al final de l'exercici en l'última declaració presentada el resultat és negatiu, es pot optar per sol·licitar la devolució o bé compensar el saldo negatiu en les liquidacions de l'exercici següent.
- Si és negatiu i es declara mensualment (s'ha sol·licitat la inclusió en el registre de devolució mensual), la devolució s'efectuarà mes a mes.

Independentment del procés de producció i venda, l'impost representa un percentatge uniforme del preu: no s'acumula en les successives etapes de producció.
El següent exemple mostra la mecànica simplificada, amb un IVA generalitzat del 10%:
Com es veu a l'exemple, tota la suma acumulada de l'impost (10+5+5+4=24 €) és suportada pel consumidor final (F), però ha estat percebut en diverses etapes intermèdies: percepció(A+B+C+D) = impost pagat pel consumidor final.

## Capacitat recaptadora
L'IVA és un impost de gran capacitat recaptadora, perquè representa una bona part dels ingressos en impostos de l'estat espanyol.
| Any | Recaptació IVA a Espanya (milions d'euros) |
| --- | ------------------------------------------ |
| 2024 | 90.541,-                                   |
| 2023 | 83.909,-                                   |
| 2022 | 82.595,-                                   |
| 2021 | 72.498,-                                   |
| 2020 | 63.337,-                                   |
| 2019 | 71.538,-                                   |
| 2018 | 70.177,-                                   |
| 2017 | 63.647,-                                   |
| 2016 | 62.845,-                                   |
| 2015 | 60.305,-                                   |
| 2014 | 56.174,-                                   |
| 2013 | 51.931,-                                   |
| 2012 | 50.463,5                                   |
| 2011 | 49.302,1                                   |
| 2010 | 49.079,0                                   |
| 2009 | 33.573,6                                   |
| 2008 | 48.015,3                                   |
| 2007 | 55.849,4                                   |
| 2006 | 54.652,2                                   |
| 2005 | 49.820,--                                  |
| 2004 | 44.507,--                                  |
| 2003 | 40.579,--                                  |
| 2002 | 36.913,--                                  |
| Font: Ministerio de Economía y Hacienda., 'Font: Agencia Tributaria AEAT. i 'Font: Agencia Tributaria AEAT. i 'Font: Agencia Tributaria AEAT. i 'Font: Agencia Tributaria AEAT. i 'Font: Agencia Tributaria AEAT. i |                                            |

## Naturalesa
La Llei de l'impost el cataloga com a tribut de naturalesa indirecta que recau sobre el consum, manifestació de la capacitat econòmica susceptible de gravamen, i per tant, des d'un punt de vista econòmic, és el consumidor qui suporta l'impost, encara que siguin els empresaris i professionals els obligats a ingressar les quotes de l'impost.

### Neutralitat
A diferència del que passa amb altres sistemes d'imposició indirecta, l'impost sobre el valor afegit té un caràcter neutral cap a les empreses, perquè no suposa per a ells ni despesa ni ingrés, en la mesura que els béns adquirits en la producció o distribució siguin utilitzats en el seu procés de producció o comercialització. La neutralitat es trenca quan es produeix el consum final dels béns.
L'empresari o professional és responsable de la correcta aplicació de la mecànica impositiva de l'IVA, el qual es converteix en recaptador de l'Estat, per la part de gravamen corresponent al valor generat o agregat en la fase de producció. En conseqüència està obligat a autoliquidar l'impost mitjançant la presentació de les corresponents declaracions trimestrals o mensuals.

## Normativa reguladora
En l'àmbit comunitari la norma bàsica és la Sisena directiva de la Unió. En l'àmbit espanyol la regulació bàsica es troba a la Llei de l'Impost sobre el Valor Afegit, Llei 37/1992 i al Reglament de l'impost aprovat per Reial Decret 1624/1992.

## Àmbit d'aplicació
El territori d'aplicació de l'impost s'estén al territori peninsular espanyol, les illes Balears i les illes adjacents a ambdós territoris. No és d'aplicació a les illes Canàries, ni a les ciutats autònomes de Ceuta i Melilla. A les Canàries s'aplica un impost de naturalesa similar anomenat Impost General Indirecte Canari (IGIC).

## Fet Imposable
Estan subjectes a l'impost els lliuraments de béns i prestacions de serveis realitzats per empresaris o professionals a títol onerós, amb caràcter habitual o ocasional. Per igualar la càrrega tributària de totes les mercaderies, també se sotmeten a gravamen les importacions tant de països de la Unió Europea, en aquest cas denominades adquisicions intracomunitàries, com les de fora, denominades importacions a efectes de l'impost.

## No subjecció i exempció
La llei deixa fora de gravamen determinades operacions, per diverses circumstàncies; entre les més importants es troben els serveis mèdics, determinades activitats educatives, culturals i esportives, també les operacions financeres i d'assegurança.

### Exempcions en operacions interiors
Segons l'article 20 de l'esmentada Llei de l'IVA 37/1992, de 28 de desembre, estan exemptes d'aquest impost:
- Les prestacions de serveis i els lliuraments de béns accessoris als mateixos efectuats pels serveis públics postals.
- Les prestacions de serveis d'hospitalització o assistència sanitària i les altres relacionades directament amb les mateixes realitzades per entitats de dret públic o per entitats o establiments privats en règim de preus autoritzats o comunicats.
- L'assistència a persones físiques per professionals mèdics o sanitaris, qualsevol que sigui la persona destinatària d'aquests serveis.
- Els lliuraments de sang, plasma sanguini i altres fluids, teixits i altres elements del cos humà efectuats per a finalitats mèdiques o d'investigació o per al seu processament amb idèntiques finalitats.
- Les prestacions de serveis realitzades en l'àmbit de les seves respectives professions per estomatòlegs, odontòlegs, mecànics dentistes i protètics dentals, així com el lliurament, reparació i col·locació de pròtesis dentals i ortopèdies maxil·lars realitzades pels mateixos, qualsevol que sigui la persona al càrrec de qui es facin aquestes operacions.
- Els serveis prestats directament als seus membres per unions, agrupacions o entitats autònomes, incloses les Agrupacions d'Interès Econòmic, constituïdes exclusivament per persones que exerceixin essencialment una activitat exempta o no subjecta a l'impost.
- Els lliuraments de béns i prestacions de serveis que, per al compliment dels seus fins específics, realitzi la Seguretat Social, directament o a través de les seves entitats gestores o col·laboradores.
- Les prestacions de serveis d'assistència social que s'indiquen a continuació efectuades per entitats de dret públic o entitats o establiments privats de caràcter social, com ara: protecció de la infància i de la joventut, assistència a la tercera edat, educació especial i assistència a persones amb minusvalidesa, assistència a minories ètniques, assistència a refugiats i assimilats, assistència a vianants, assistència a persones amb càrregues familiars no compartides, acció social comunitària i familiar, assistència a exreclusos, reinserció social i prevenció de la delinqüència, assistència a alcohòlics i toxicòmans. L'exempció comprèn la prestació de serveis d'alimentació, allotjament o transport accessoris dels anteriors prestats per aquests establiments o entitats, amb mitjans propis o aliens.
- L'educació de la infància i de la joventut, la guarda i custòdia de nens, l'ensenyament escolar, universitari i de postgrau, l'ensenyament d'idiomes i la formació i reciclatge professional, realitzades per entitats de dret públic o entitats privades autoritzades per a l'exercici d'aquestes activitats.
- Les classes a títol particular prestades per persones físiques sobre matèries incloses en els plans d'estudis de qualsevol dels nivells i graus del sistema educatiu.
- Les cessions de personal realitzades en el compliment dels seus fins, per entitats religioses inscrites en el Registre corresponent del Ministeri de Justícia, per al desenvolupament d'activitats d'hospitalització, assistència sanitària, assistència social, educació, ensenyament, formació i reciclatge professional.
- Les prestacions de serveis i els lliuraments de béns accessòries a les mateixes efectuades directament als seus membres per organismes o entitats legalment reconeguts que no tinguin finalitat lucrativa, els objectius siguin exclusivament de naturalesa política, sindical, religiosa, patriòtica, filantròpica o cívica, realitzades per la conservació de les seves finalitats específiques, sempre que no percebin dels beneficiaris d'aquestes operacions contraprestació diferent de les cotitzacions fixades en els seus estatuts.
- Els serveis prestats a persones físiques que practiquin l'esport o l'educació física, sigui quina sigui la persona o entitat a càrrec de la qual realitzi la prestació, sempre que aquests serveis estiguin directament relacionats amb aquestes pràctiques i siguin prestats per les entitats de dret públic, federacions esportives, Comitè Olímpic Espanyol, Comitè Paralímpic Espanyol, entitats o establiments esportius privats de caràcter social.
- Les prestacions de serveis que a continuació es relacionen efectuades per entitats de dret públic o per entitats o establiments culturals privats de caràcter social (biblioteques, museus, galeries d'art, representacions teatrals, musicals coreogràfiques, audiovisuals i cinematogràfiques, exposicions).
- El transport de malalts o ferits en ambulàncies o vehicles especialment adaptats per a això.
- Les operacions d'assegurança, reassegurança i capitalització, i també les prestacions de serveis d'aquest tipus realitzades per agents, corredors i altres intermediaris d'assegurances i reassegurances.
- Els lliuraments de segells de Correus i efectes timbrats de curs legal a Espanya per un import no superior al seu valor facial.
- Determinades operacions financeres.
- Les loteries, apostes i jocs organitzats per l'Organisme Nacional de Loteries i Apostes de l'Estat, l'Organització Nacional de Cecs i pels organismes corresponents de les comunitats autònomes, a més de les activitats que constitueixin els fets imposables de la taxa sobre rifes, tómboles, apostes i combinacions aleatòries o de la taxa que grava els jocs de sort, envit o atzar.
- Els lliuraments de terrenys rústics i altres que no tinguin la condició d'edificables, incloses les construccions de qualsevol naturalesa ubicades en aquests, que siguin indispensables per al desenvolupament d'una explotació agrària, i els destinats exclusivament a parcs i jardins públics o a superfícies viàries d'ús públic.
- Els lliuraments de terrenys que es realitzin a conseqüència de l'aportació inicial a una Junta de Compensació pels propietaris de terrenys compresos en polígons d'actuació urbanística i les adjudicacions de terrenys que s'efectuïn als propietaris citats per les mateixes Juntes en proporció a les seves aportacions.
- Les segones i ulteriors entregues d'edificacions, inclosos els terrenys en què es trobin enclavades, quan tinguin lloc després d'acabada la construcció o rehabilitació. Adquisició si s'hagués efectuat durant els dos anys immediatament anteriors o, en un altre cas, del veritable valor que tingués l'edificació o part de la mateixa abans de la seva rehabilitació.
- Els arrendaments que tinguin la consideració de serveis d'acord amb el que disposa l'article 11 d'aquesta Llei i la constitució i transmissió de drets reals de gaudi, que tinguin per objecte terrenys, construccions immobiliàries i edificis destinats a habitatges.
- Els lliuraments de béns que hagin estat utilitzats pel transmissor en la realització d'operacions exemptes de l'impost en virtut del que estableix aquest article, sempre que al subjecte passiu no se li hagi atribuït el dret a efectuar la deducció total o parcial de l'impost suportat en realitzar l'adquisició, afectació o importació dels béns o dels seus elements components.
- Els lliuraments de béns l'adquisició, afectació o importació o la dels seus elements components hagués determinat l'exclusió total del dret a deduir en favor del transmitent en virtut del que disposen els articles 95 i 96 d'aquesta Llei.
- Els serveis professionals, inclosos aquells la contraprestació dels quals consisteixi en drets d'autor prestats per artistes plàstics, escriptors, col·laboradors literaris, gràfics i fotogràfics de diaris i revistes, compositors musicals, autors d'obres teatrals i d'argument, adaptació, guió i diàlegs de les obres audiovisuals, traductors i adaptadors.
- Els lliuraments de materials de recuperació, definits en l'annex de la Llei, llevat que l'Administració tributària autoritzi al subjecte passiu a renunciar a l'aplicació de l'exempció en els termes i condicions que es determinin reglamentàriament.[2]

## Subjecte passiu
Generalment el subjecte passiu és l'empresari que efectua els lliuraments de béns o les prestacions de servei. També és l'obligat a presentar les declaracions i al pagament.
Hi ha quatre tipus de subjectes passius diferents:
- L'empresari o professional que lliura el bé o presta el servei. El que ven està obligat a transferir l'IVA al client.
- El subjecte passiu en les adquisicions intracomunitàries de béns: aquí el subjecte passiu serà l'empresari situat a Espanya que compra el bé.
- En les importacions de béns: el contribuent és l'importador del bé. Aquí mai hi ha autotransferiment, ja que l'importador pagarà l'IVA a la duana.
- Prestacions de servei que s'entenen realitzades a Espanya, però que el prestador del servei està situat fora d'Espanya: en aquest cas, el contribuent serà qui rebi el servei (Supòsit d'inversió del subjecte passiu).[17]

## Base imposable
La base imposable de l'impost està constituïda per l'import total de la contraprestació de les operacions subjectes al mateix procedent del destinatari o de terceres persones.

## Tipus de gravamen
| A partir de                                                                             | Tipus general | Tipus reduït | Tipus incrementat | Tipus superreduït |
| --------------------------------------------------------------------------------------- | ------------- | ------------ | ----------------- | ----------------- |
| Gener 1986                                                                              | 12%           | 6%           | 33%               |                   |
| Gener 1992                                                                              | 13%           | 6%           | 33%               | -                 |
| Agost 1992                                                                              | 15%           | 6%           | 28%               | -                 |
| Gener 1993                                                                              | 15%           | 6%           | -                 | 3%                |
| Gener 1995                                                                              | 16%           | 7%           | -                 | 4%                |
| Juliol 2010                                                                             | 18%           | 8%           | -                 | 4%                |
| Setembre 2012                                                                           | 21%           | 10%          | -                 | 4%                |
| A partir de gener de 1993 s'elimina el tipus incrementat i s'introdueix el superreduït. |               |              |                   |                   |

Amb efectes des del 01/09/2012 i vigència indefinida, es distingeixen tres tipus impositius, segons el bé o servei de què es tracti:
- Tipus general: 21%. És el tipus que s'aplica per defecte quan no resulta aplicable cap dels altres tipus.
- Tipus reduït: 10%. Aplicat bàsicament a alguns productes alimentaris i als productes sanitaris, transport de viatgers, la majoria de serveis d'hostaleria i la construcció de nous habitatges.
- Tipus superreduït: 4%. s'aplica a articles de primera necessitat, com les verdures, la llet, el pa, la fruita, llibres, diaris (i anàlegs) i especialitats farmacèutiques.

### Canvis en els tipus de gravamen
Els tipus impositius de l'IVA a Espanya, igual que a la resta dels països europeus, s'han d'ajustar al que disposa el títol VIII de la Directiva de l'impost, que, actualment estableix que el tipus impositiu normal no podrà ser inferior al 15 per cent (excepte algunes excepcions regionals), sense límit superior, encara que els Estats membres podran aplicar un o dos tipus reduïts, no inferiors al 5 per cent, excepte en els supòsits de l'article 114 de la Directiva, en què podran ser encara més reduïts (entre els quals es troba el cas espanyol). Dins d'aquests límits, els diferents Estats membres han aprovat diferents tipus impositius i, dins de cada país, aquests han anat canviant per adaptar-se a cada conjuntura històrica i econòmica.
A partir de l'1 de gener de 2023, i per tal de pal·liar els efectes de la inflació derivats de la guerra d'Ucraïna, el govern espanyol va introduir algunes rebaixes durant 6 mesos com a mínim:
- S'elimina l'IVA (0%) d'alguns productes de primera necessitat durant 6 mesos: pa (pa comú, massa de pa comú congelada i pa comú congelat, les farines panificables), llet (de qualsevol espècie animal: natural, certificada, pasteuritzada, concentrada, desnatada, esterilitzada, UHT, evaporada i en pols), altres productes només si tenen la condició de naturals d'acord amb els codis alimentaris (formatges, ous, fruites, verdures, hortalisses, llegums, tubercles, cereals).[21] L'1 de juliol de 2024 el govern espanyol va prorrogar la mesura, afegint l'oli d'oliva en ampolla a la cistella de productes de primera necessitat, i passant a tenir també un IVA superreduït (i tipus del 0% en aquell moment).[22]
- Baixada del 10% al 5%, també durant 6 mesos, de: oli d'oliva i de llavors, pasta.

Altres canvis es produeixen de forma independent i no limitada en el temps:
- Baixada al 4%: compreses, tampons, salvaslips, preservatius i anticonceptius no medicinals.

### Comparativa dels diferents tipus de gravamen als Països Catalans
Malgrat que la terminologia i classificació fiscal és homogènia a tot Europa, i també amb Andorra, els objectes tributaris associats a cada tipus impositiu (productes que inclou cada tipus) poden variar segons el país al que es pertany.
|                                                                               | Tipus normal | Tipus reduït | Tipus super-reduït | Tipus especial* | Tipus incrementat** | Font   |
| ----------------------------------------------------------------------------- | ------------ | ------------ | ------------------ | --------------- | ------------------- | ------ |
| Catalunya, Illes Balears i País Valencià - Impost sobre el valor afegit (IVA) | 21%          | 10%          | 4%                 | 0%              | n/a                 | [ 23 ] |
| Catalunya Nord - Taxe sur la valeur ajoutée (TVA)                             | 20%          | 10% / 14%    | 2,1%               | 0%              | n/a                 | [ 23 ] |
| l'Alguer - Imposta sul valore aggiunto (IVA)                                  | 22%          | 5% / 10%     | 4%                 | 0%              | n/a                 | [ 23 ] |
| Andorra - Impost general indirecte (IGI)                                      | 4,5%         | 1%           | 0%                 | 2,5%            | 9,5%                | [ 24 ] |

* La UE considera els tipus super-reduïts com un tipus especial, però n'hi ha d'altres, com el tipus zero que s'aplica, per exemple, a la formació reglada en el cas d'Espanya.
** El tipus incrementat va desaparèixer a la UE, però existeix a Andorra (en concret per als serveis financers i bancaris).

## Deduccions
Els subjectes passius de les quotes de l'IVA meritades per les operacions que es realitzen a l'interior del país, així com les suportades i meritades en el territori d'aplicació de l'impost, seran deduïbles, sempre que els béns i serveis adquirits s'utilitzin en les operacions la realització de les quals hi dona dret; 
- Per transferiment directe i prestacions de serveis efectuades per un altre subjecte passiu.
- Les importacions.
- Les adquisicions intracomunitàries.
- Operacions d'inversió del subjecte passiu.
- Autoconsum intern.
- Lliuraments d'or d'inversió gravats per renúncia a l'exempció amb inversió del subjecte passiu.

Per poder tenir dret a les deduccions han de reunir determinats requisits els subjectes passius que vulguin optar a elles, que són: ser empresari professional i tenir iniciada la realització de lliuraments de béns o serveis objecte de l'activitat.
No obstant això és important ressaltar que hi ha certs límits per a aquestes deduccions, com són les deduccions en l'adquisició d'automòbils de turisme, remolcs o ciclomotors, que segons RD 339/1990 es presumeixen afectes al 50% de l'activitat, sense perjudici de les situacions on s'apliqui el 100%.

## Liquidació
El mecanisme de funcionament és el següent: l'empresari quan ven calcula i factura als seus clients l'impost (anomenat impost transferit) que correspon a les vendes efectuades per aplicació del tipus impositiu que correspongui al producte venut. Quan l'empresari presenti la seva declaració amb les quotes transferides en el període corresponent, dedueix d'aquestes l'import de l'impost que li hagin transferit a ell (quotes suportades) en totes les seves compres i ingressa, per tant, la diferència entre les unes i les altres. Si el resultat de la declaració és negatiu perquè en el període objecte de declaració les quotes suportades han estat superiors a les transferides, l'empresari pot compensar en períodes posteriors, amb el límit de quatre anys, les quotes o també sol·licitar-ne la devolució. D'aquesta manera, en cada fase productiva es grava solament el valor afegit i, al final de la cadena, els consumidors suporten l'impost sobre el preu final del producte que consumeixen.
Hi ha règims simplificats de liquidació per a determinades activitats. Així, en el règim especial de recàrrec d'equivalència, els comerciants detallistes que siguin persones físiques estan acollits a aquest règim especial sempre que no manipulin ni intervinguin en el procés de producció dels productes que venen; que el 80% de les vendes sigui per al consumidor final i que puguin constar en algun epígraf de l'IAE. En aquest cas, el comerciant detallista no ha de realitzar liquidacions de l'IVA perquè ja ho haurà pagat prèviament al proveïdor mitjançant un recàrrec especial per les seves compres, un 5,2% per a productes amb un tipus del 21%, un 1,4% per a productes amb un tipus del 10% i un 0,5% per a productes amb un tipus del 4%.

### Liquidació d'IVA de serveis digitals amb la minifinestreta única o MOSS

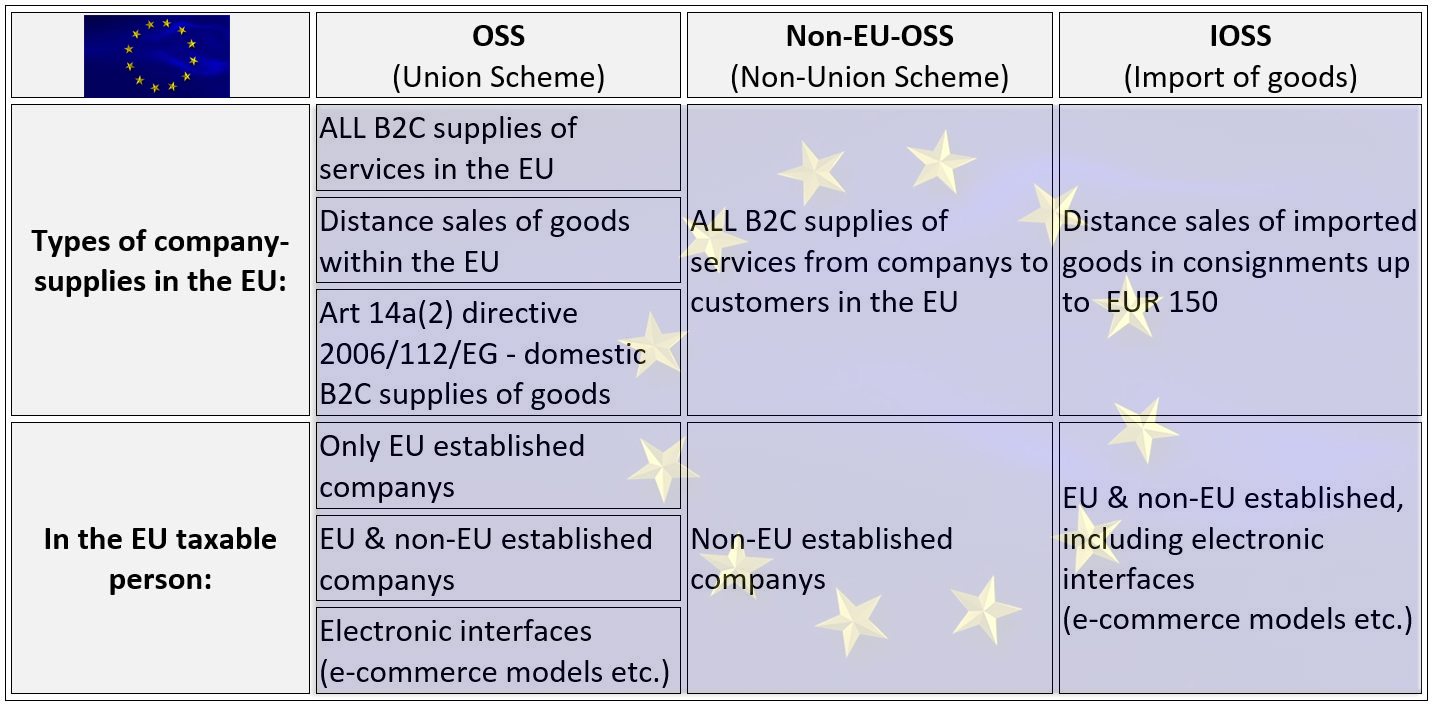
Esquema de funcionament a la UE de la minifinestreta única o OSS

La minifinestreta única va entrar en vigor inicialment el 2015 per a grans empreses que ofereixen serveis transfronterers d'alguns sectors de serveis digital, com ara les telecomunicacions, serveis d'allotjament web, subministrament de programes informàtics, educació a distància, etc. Posteriorment s'ha ampliat a qualsevol operació de comerç electrònic entre països membres quan el destinatari és un particular. En aquests casos, per evitar haver de donar-se d'alta en les agències tributàries dels diferents països (quan se supera determinats imports), s'ha habilitat també el mateix mecanisme anomenat MOSS, que permet liquidar l'impost en un sol país (tot i que als tipus impositius dels països del destinatari).
La minifinestreta única consta de dos règims: el règim de la Unió, per a empreses establertes o amb alguna sucursal en algun país de la UE, i el règim exterior de la Unió, per a empreses no establertes.

## L'IVA a la resta d'Europa i el món

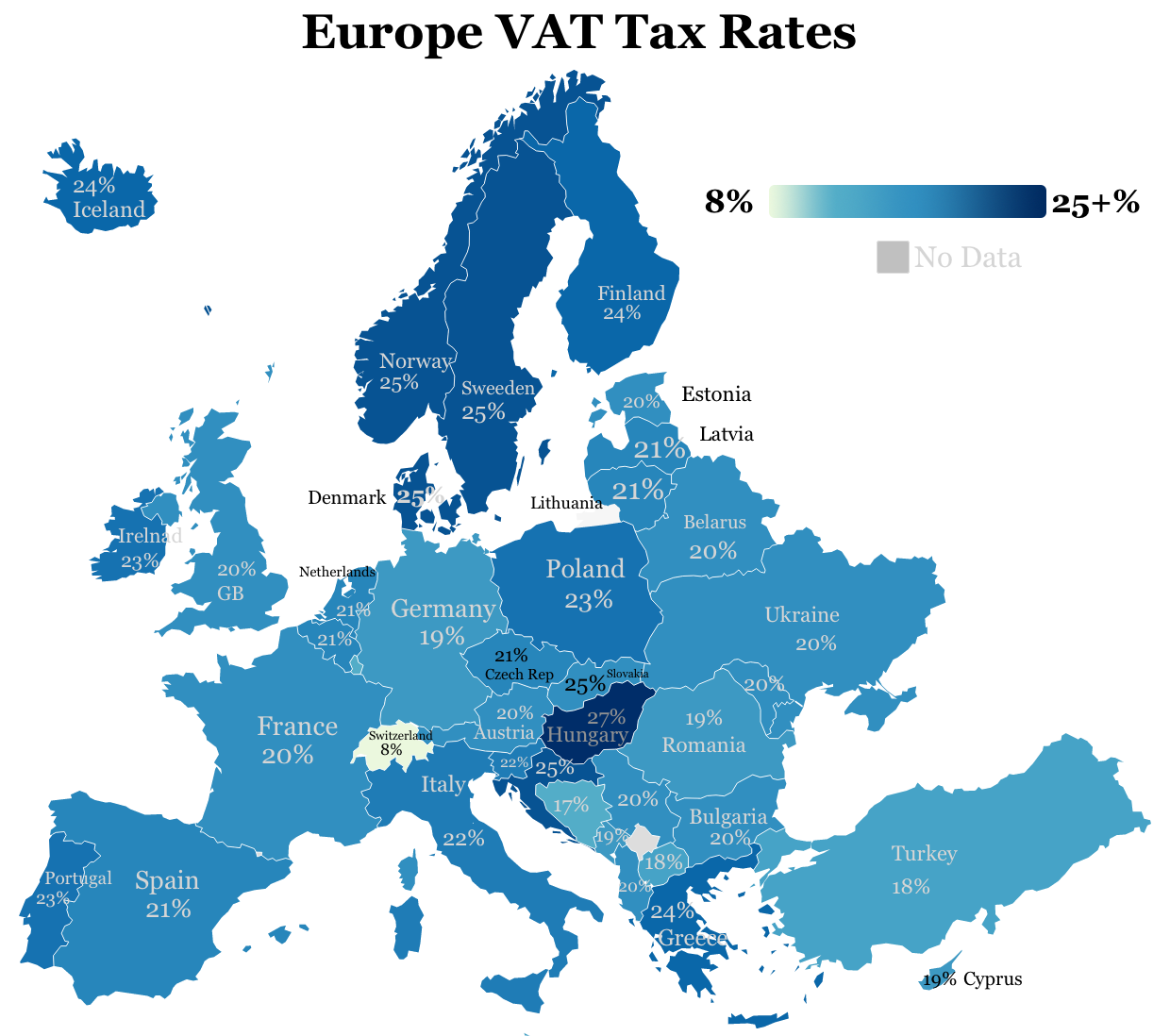
Tipus impositius d'IVA a Europa

L'impost sobre el valor afegit és aplicat a molts països, i és generalitzat a la Unió Europea.
Rep diverses denominacions específiques segons el país: Umsatzsteuer (Alemanya, Àustria i Suïssa, generalment i no oficialment anomenat Mehrwertsteuer (MwSt) en els primers dos països, Value added tax (VAT) al Regne Unit, Omzetbelasting o BTW (Belasting over de Toegevoegde Waarde) als Països Baixos, Impuesto al valor agregado a països llatinoamericans, o Goods and services tax (GST) al Canadà, Austràlia, Nova Zelanda i Singapur.